# موای کیباکی
موای کیباکی (انگلیسی: Mwai Kibaki؛ زادهٔ ۱۵ نوامبر ۱۹۳۱ – درگذشتهٔ ۲۱ آوریل ۲۰۲۲) سیاست‌مدار اهل کنیا و رئیس‌جمهور سابق کنیا از دسامبر ۲۰۰۲ تا آوریل ۲۰۱۳ بود.